# Ângela Carneiro
Ângela Carneiro (Rio de Janeiro, 1954) é uma escritora, ilustradora e tradutora brasileira.
É formada em Pedagogia pela PUC/RJ, mestre em Educação e autora de uma tese sobre criatividade. Estudou artes plásticas e línguas. Foi professora de expressão gráfica na Faculdade de Arquitetura e Urbanismo da UFRJ.
Foi premiada várias vezes, com destaque para o Prêmio Jabuti (Categoria Melhor Livro Infantil ou Juvenil pelo livro Caixa Postal 1989)  e para o selo de Altamente Recomendável para o Jovem, da FNLIJ [carece de fontes?].

## Filmografia

### Televisão
| Ano     | Título                | Escalação    | Emissora | Notas       |
| ------- | --------------------- | ------------ | -------- | ----------- |
| 1991–92 | O Dono do Mundo       | Colaboradora | TV Globo | [ nota 1 ]  |
| 1992    | Anos Rebeldes         | Colaboradora | TV Globo | [ nota 1 ]  |
| 1992–93 | Despedida de Solteiro | Colaboradora | TV Globo | [ nota 2 ]  |
| 1994    | Tropicaliente         | Colaboradora | TV Globo | [ nota 2 ]  |
| 1994–95 | Pátria Minha          | Colaboradora | TV Globo | [ nota 3 ]  |
| 1995–96 | Cara & Coroa          | Colaboradora | TV Globo | [ nota 4 ]  |
| 1996–97 | Anjo de Mim           | Colaboradora | TV Globo | [ nota 5 ]  |
| 1998    | Corpo Dourado         | Colaboradora | TV Globo | [ nota 6 ]  |
| 1999    | Suave Veneno          | Colaboradora | TV Globo | [ nota 7 ]  |
| 1999–00 | Vila Madalena         | Colaboradora | TV Globo | [ nota 8 ]  |
| 2002    | Desejos de Mulher     | Colaboradora | TV Globo | [ nota 9 ]  |
| 2007    | Paraíso Tropical      | Colaboradora | TV Globo | [ nota 10 ] |
| 2008–09 | Três Irmãs            | Colaboradora | TV Globo | [ nota 11 ] |
| 2011    | Insensato Coração     | Colaboradora | TV Globo | [ nota 12 ] |
| 2013–14 | Joia Rara             | Colaboradora | TV Globo | [ nota 13 ] |
| 2015    | Felizes para Sempre?  | Colaboradora | TV Globo | [ nota 14 ] |
| 2015    | Babilônia             | Colaboradora | TV Globo | [ nota 15 ] |